# Berliner Rahmen

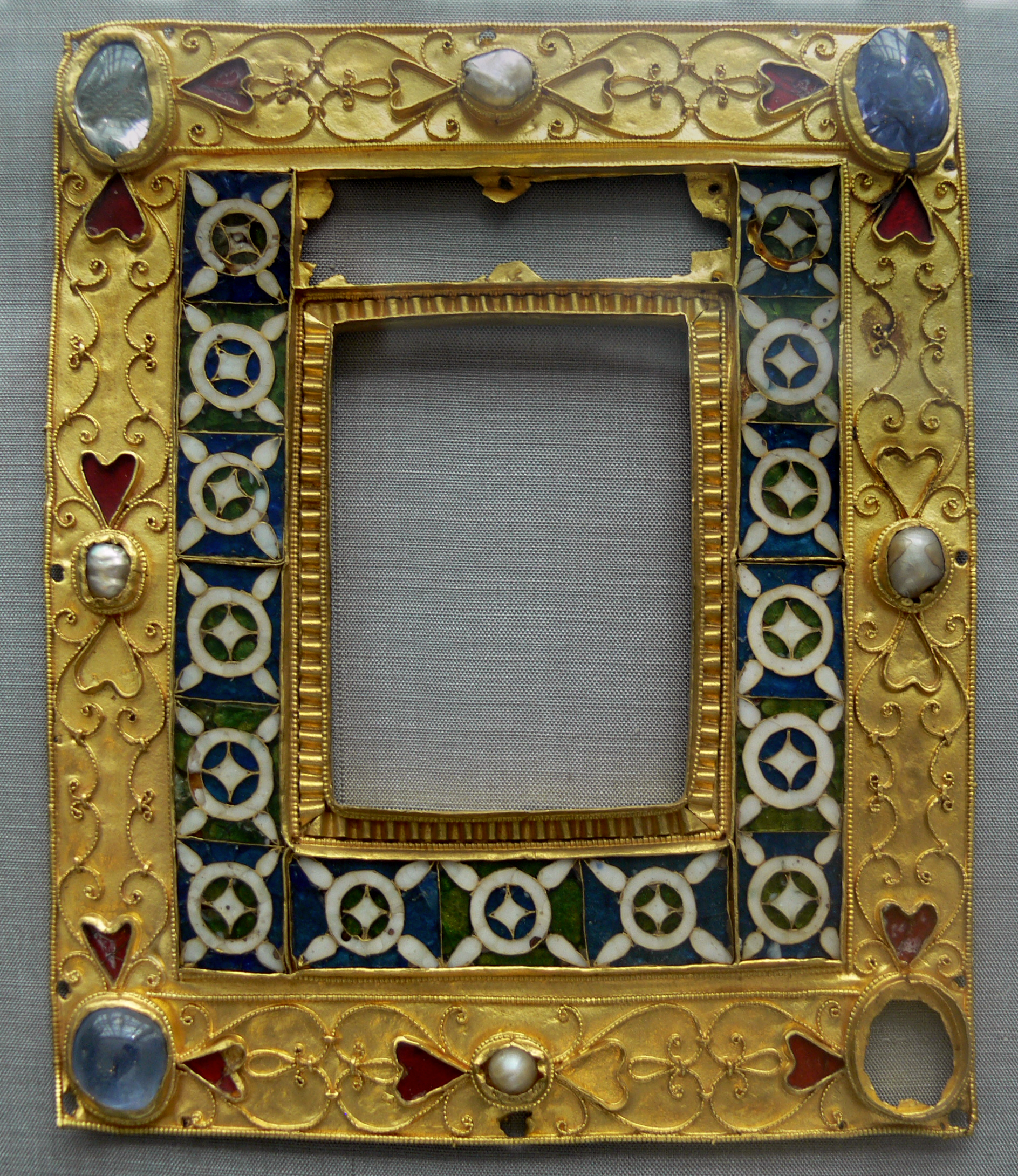
Berliner Rahmen

Der sogenannte Berliner Rahmen ist ein Werk der mittelalterlichen Goldschmiedekunst. Das Objekt, dessen ursprüngliche Verwendung unbekannt ist, wird überwiegend der sogenannten Egbert-Werkstatt des Erzbischofs Egbert von Trier (977–993) zugeschrieben. Aufbewahrt wird der Rahmen inzwischen im Berliner Kunstgewerbemuseum.

## Beschreibung
Der Berliner Rahmen, der auch als Goldener Rahmen bezeichnet wird, ist 12,5 cm hoch und 10,3 cm breit. Er besteht aus vier in drei Zonen geteilten Leisten, die ein leeres mittleres Feld umgeben. Die innere Zone trägt ein einfaches Wellenbandmuster. Die äußere und breiteste Rahmenzone besteht aus Filigranfeldern. In den Ecken saßen ursprünglich vier Saphire, in den Seitenmitten jeweils eine Perle. Ursprünglich wiesen 16 Almandinherzen mit den Spitzen zu den Perlen und Saphiren. Die mittlere Zone bestand aus ursprünglich 18 in Vollschmelztechnik gearbeiteten Emailtäfelchen, die ein identisches Motiv in zwei Farbvariationen zeigen: einen weißen Kreis, in den ein weißes eingebuchtetes Karo gesetzt ist und der mit den Ecken des Täfelchens durch tropfenförmige Strahlen verbunden ist. Die Innen- und Außenflächen sind grün oder blau, wobei 10 der noch erhaltenen Plättchen blaue Innen- und grüne Außenflächen aufweisen. Bei den übrigen fünf sind die beiden Farben vertauscht. Insgesamt kommen nur drei Farben bei den Emails vor, wobei Blau und Grün durchscheinend sind, während das Weiß opak ist. Die Emaillen sind handwerklich nicht überragend gearbeitet, einige der Karos sind schief, teilweise enden die von den Kreisen ausgehenden Strahlen nicht sauber in den Ecken. Die Glasflächen weisen an einigen Stellen Löcher durch Lufteinschlüsse auf, bei einigen Emails gelangte auch Farbe in falsche Zellen.
Der Berliner Rahmen wurde im Zweiten Weltkrieg beschädigt. Der Rahmen selbst ist verzogen, ferner ging eine der Emailleisten der Schmalseiten mit drei Emails verloren, ebenso einer der Saphire der äußeren Rahmenzone.

## Geschichte
Die Herkunft und ursprüngliche Verwendung des Berliner Rahmens ist nicht bekannt. Im 19. Jahrhundert befand er sich in der Sammlung von Christian Peter Wilhelm Beuth, die der Staat Preußen 1854 als Grundstock für das Beuth-Schinkel-Museum, den Vorgänger des Kunstgewerbemuseums, erwarb. Gegen Ende des Zweiten Weltkrieges wurde der Rahmen, der mit anderen Beständen des Kunstgewerbemuseums ausgelagert war, durch Kriegseinwirkung beschädigt, möglicherweise beim Brand im Flakbunker Friedrichshain.

## Forschung
Über den ursprünglichen Zweck des Berliner Rahmens kann nur spekuliert werden. Vorgeschlagen wurde die Verwendung als Buchdeckel, bei der das zentrale Feld eine Treibarbeit oder eine Elfenbeintafel enthalten haben könnte, Tragaltar, Paxtafel oder auch als Tafelreliquiar mit einem zentralen Bergkristall ähnlich dem Essener Kreuznagelreliquiar. Klaus Gereon Beuckers schlug vor, den Rahmen als Rest der Mitteleinfassung eines Buchdeckels zu sehen.
Der Berliner Rahmen wurde seit Otto von Falke überwiegend der Egbert-Werkstatt zugeschrieben. Ursächlich hierfür war die Verwendung von Goldemails, die Filigranführung sowie die Almandinherzen, die in ähnlicher Form auch am Egbert-Schrein und auf dem Buchdeckel des Codex aureus Epternacensis vorkommen. Hermann Fillitz bezeichnet die Kombination von Stein- und Perlenfassungen mit den an sie angesetzten herzförmigen Almandinen und die Ornamentformen der Emails als charakteristisch für die Egbert-Werkstatt, Hiltrud Westermann-Angerhausen bezeichnete die herzförmigen Almadine mit den umgebenden Filigranranken als „Leitfossil“ der Egbert-Werkstatt.
Zweifel an der Zuordnung des Rahmens zur Egbert-Werkstatt ergeben sich aus der gegenüber anderen Werken der Egbert-Werkstatt deutlich einfacheren Ausführung, insbesondere der Emails. Die der Egbertwerkstatt sicher zuzuschreibenden Emails am Egbert-Schrein, Petrusstab und Buchdeckel des Codex Aureus wie auch das Stifteremail des Essener Otto-Mathilden-Kreuzes weisen deutlich mehr Farben auf, die ornamentalen Emails sind gleichzeitig komplizierter aufgebaut wie auch besser ausgeführt, so dass eine Schülerarbeit vorgeschlagen wird.